# Грошничка река
Грошничка река је река у Србији. Она извире на Гледићким планинама на узвишењу Дуленски црни врх (900m). Грошничка река је дужине 17 km. Целим својим током тече кроз општину Крагујевац, а на крају свог тока се улива у реку Лепеницу. На овој реци, у насељу Грошница, надомак Крагујевца, налази се Грошничко језеро (Водојажа).

## Притоке
Грошничка река има неколико притока. 
- Леве притоке: Лосмаровац, Градински поток, Попадинац и Вињиште,
- Десне притоке: Кречански поток, Савин поток, Мојсовски поток, Дубоки поток, Марков поток и Ердечицу.